# Manfred Wimmer
 (février 2025).
Si vous disposez d'ouvrages ou d'articles de référence ou si vous connaissez des sites web de qualité traitant du thème abordé ici, merci de compléter l'article en donnant les références utiles à sa vérifiabilité et en les liant à la section « Notes et références ».
Manfred Wimmer (1944-1995) est le premier joueur de go professionnel occidental.  En 2007, il y avait moins d'une douzaine de joueurs de go professionnels nés hors d'Asie.
Manfred Wimmer est né en Autriche en 1944. Il a remporté le Championnat européen de go en 1969 et 1974.
Il est devenu shodan professional au sein de la Kansai Ki-in le 26 janvier 1978 (peu avant James Kerwin, l'Américain qui est devenu le deuxième joueur de go professionnel occidental le 14 février 1978, dans la  Nihon Ki-in).  Wimmer a obtenu le 2e dan professionnel la même année.
En 1991, il a introduit le jeu à Madagascar.
Wimmer est mort d'un accident vasculaire cérébral à Vienne en 1995.  Selon la légende, il est mort au club de go local, une pierre blanche à la main.